# Nicole Berline
Nicole Berline (1944) és una matemàtica francesa.
Va estudiar de 1963 a 1966 a l'École normale supérieure de jeunes filles i va fer un estada d'intercanvi a la Universitat Estatal de Moscou els anys 1966i 1967. Al 1967, va ensenyar a l'ENS de Jeunes filles i al 1971 va treballar pel CNRS (com a adjunta de recerca). L'any 1974 va obtenir el doctorat a la Universitat de Paris sota la supervisió de Jacques Dixmier (Ideaux primitifs dans les algebres enveloppantes). Els anys 1976 i 1977 va ser professora visitant a la Universitat de Califòrnia, Berkeley. L'any 1977 es va convertir en professora a la Universitat de Rennes 1 i hi és professora a l'École Polytechnique d'ençà de 1984.
Va treballar en la teoria d'índex dels operadors diferencials el·líptics en el marc del teorema de l'índex d'Atiyah-Singer i de la geometria simplèctica.

## Principals publicacions
- Amb Ezra Getzler, Michèle Vergne, "Heat kernels and Dirac operators", en la sèrie anomenada Principis de les ciències matemàtiques 298, Springer Verlag, 1992, 2004